# Lavassaare
Lavassaare är en köping i sydvästra Estland. Den ligger i kommunen Pärnu stad i landskapet Pärnumaa, 100 km söder om huvudstaden Tallinn. Antalet invånare är 548.

## Administrativ historik
Lavassaare utgjorde från 1992 en egen kommun som enbart omfattade orten. År 2013 uppgick Lavassaare i Audru kommun. I samband med den stora kommunreformen hösten 2017 slogs Audru kommun samman med stadskommunen Pärnu stad.

## Geografi och klimat
Orten ligger 22 meter över havet och terrängen runt orten är mycket platt. Runt Lavassaare är det glesbefolkat, med 13 invånare per kvadratkilometer. Närmaste större stad är Pärnu, 15 km söder om Lavassaare. I omgivningarna runt Lavassaare växer i huvudsak blandskog.
Trakten ingår i den hemiboreala klimatzonen. Årsmedeltemperaturen i trakten är 3 °C. Den varmaste månaden är juli, då medeltemperaturen är 18,3 °C, och den kallaste är februari, med −3,7 °C.

## Kultur och sevärdheter

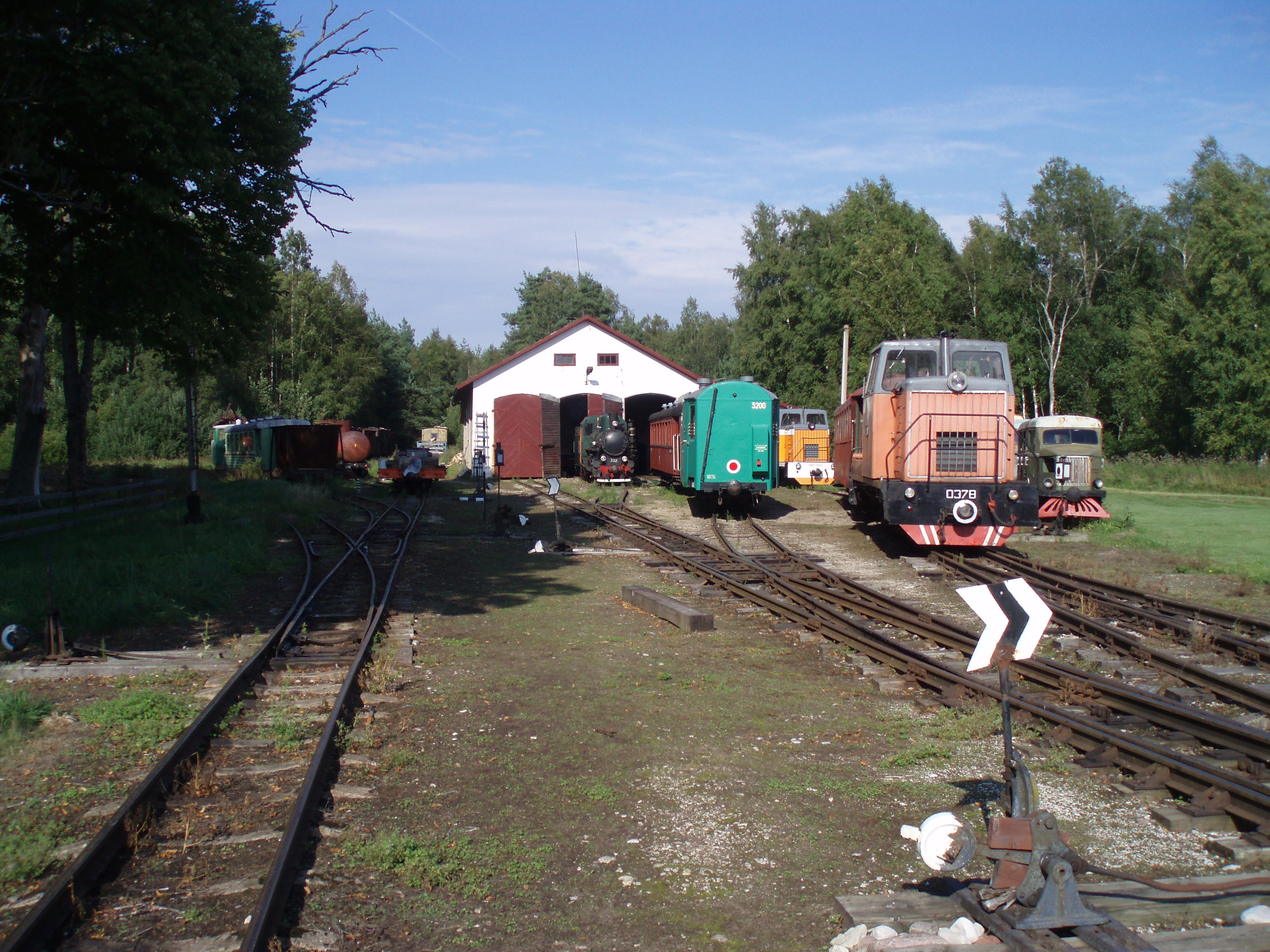
Lokdepån vid Lavassaares museijärnväg.

I Lavassaare finns Estlands enda smalspåriga museijärnväg, med ett 80-tal olika järnvägsfordon, bland dessa fem ånglok.